# 罗应荣
罗应荣（1918年—1971年11月）广东兴宁人，中华人民共和国法学家、历史学家。

## 生平
罗应荣青年时在广东广州学习，1934年毕业于圣心中学初中部，1937年毕业于广雅中学高中部。1938年，从广州赴大后方昆明，考入西南联合大学法商学院政治学系。1942年，毕业获法学士学位后，直接考入清华大学法学研究所国际法组研究生。研究生导师邵循恪给罗应荣等研究生开有国际公法判例、国际及殖民行政等课。罗应荣读研究生时，兼任“半时助教”，拿一半助教薪水。1946年，罗应荣以论文《中蒙边界问题》获得法学硕士学位。后来，罗应荣还曾撰写《外蒙古第一次独立的始末》、《中俄蒙的接触与清代的理藩政策》等文章。
从清华研究院毕业后，罗应荣参加庚款留美奖学金考试，但分数不够而未考取。1945年9月，罗应荣任云南大学政治学系讲师。1946年9月到1947年底，改任岭南大学历史政治学系讲师。当时岭南大学已从韶关复员至广州。
1948年，罗应荣考取洛克菲洛基金会资助，留学美国西雅图华盛顿大学。一年后，转至加州大学柏克莱分校学习国际法。罗应荣的导师汉斯·凯尔森教授是纯粹法学派创始人，也是实证主义法学大家。
1949年10月，中华人民共和国成立。1950年6月，朝鲜战争爆发。1950年6月底，何炳棣赶回加拿大温哥华撰写毕业论文时，收到罗应荣来信。罗应荣在信中谈及对朝鲜战争的感想，称已买好船票准备回国报效。罗应荣放弃了获得加州大学柏克莱分校的博士学位的机会。
回国后，罗应荣在华北人民革命大学政治研究院学习马列主义及毛泽东思想。罗应荣本想进中央人民政府外交部，但未果。在北京时，罗应荣曾见过张奚若并深谈。罗应荣回到广州，再度任教于岭南大学。1952年，全国高等学校院系调整，岭南大学并入中山大学，罗应荣任中山大学历史系副教授。1957年，罗应荣被划为“右派分子”。
1957年底，罗应荣和其他被打成“右派分子”的中山大学师生，被送到农村“监督劳动”近两年。其间，罗应荣结识中山大学学生右派杨德平。回中山大学后，罗应荣被分配到历史系资料室当资料员。杨德平也回中山大学继续学习。1964年，罗应荣和杨德平开始编《实用英汉成语词典》。当时，罗应荣已准备材料编写《中俄外交史》，但未能完成。
1966年6月，文化大革命爆发。罗应荣作为“右派分子”，迅速成为专政对象，失去人身自由，无法再进城看杨德平。但词典没编完，一些工作尚需向杨德平交代。罗应荣写下一张字条，讲述了自己的处境和近况，想交给一位曾跟他学英文的中学生转交杨德平。在递交字条时，被中山大学历史系的红卫兵学生看见，迫令罗应荣交出字条。罗应荣情急之下把字条放入口内想吞下。红卫兵为夺字条，与罗应荣发生推搡。结果罗应荣被控“殴打红卫兵”。1966年底，罗应荣被广东省军管会以“反革命罪”判处有期徒刑5年。此后被送往花县赤泥镇采石场劳改，和刑事犯关在一处。
1970年夏，罗应荣在采石场劳动时，遭人用铁锤猛击后脑。罗应荣虽戴安全帽，但仍伤重无法劳动，获保外就医，被送至广州其兄家中。此后罗应荣曾到广州市第一人民医院看病，医院说他是“劳改犯”，不予接诊。杨德平曾从农村偷偷跑回广州探望罗应荣，那时罗应荣已卧床无法行动，且无医无药。
1971年10月，罗应荣过去在西南联合大学的同学何炳棣回中国访问，作为贵宾访问中山大学，希望会见罗应荣。但中山大学校方告知何炳棣，罗应荣因为是“右派”兼保外就医的“反革命分子”，不能与他见面。
1971年11月，罗应荣病逝。1978年10月，罗应荣的“右派”问题获改正。1979年4月，广东省高级人民法院撤销了广东省军管会对罗应荣的判刑，“恢复政治名誉”，其骨灰被移葬广州银河公墓。